# Herb obwodu biełgorodzkiego
Herb obwodu biełgorodzkiego (NHR:100) – jeden z symboli Obwodu biełgorodzkiego w Federacji Rosyjskiej. Został przyjęty 15 lutego 1996 r. i zatwierdzony w podziale terytorialnym Rosji.

## Opis
W błękitnym polu czarny orzeł ze srebrnymi oczami i złotym dziobem, językiem i szponami, nad leżącym na zielonej ziemi złotym lwem ze srebrnymi oczami, zębami, pazurami i szkarłatnym językiem.
Herb obwodu biełgorodzkiego znajduje się także na fladze regionu.

## Galeria

Banner Biełgorod pułk piechoty. 1712
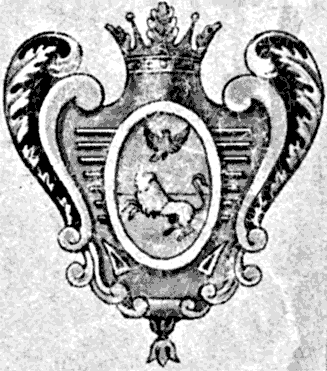
Herb guberni biełgorodzkiej. 1730
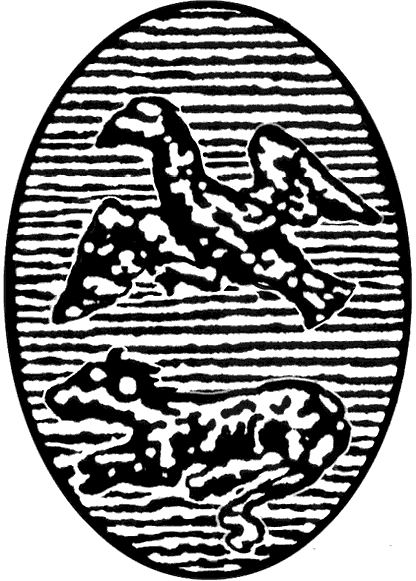
Rysunek herba guberni biełgorodzkiej z mapy XVIII wieku